# IC 947
IC 947 ist eine linsenförmige Galaxie vom Hubble-Typ E-S0 im Sternbild Jungfrau nördlich der Ekliptik. Sie ist schätzungsweise 197 Millionen Lichtjahre von der Milchstraße entfernt.
Das Objekt wurde am 8. Juni 1893 vom französischen Astronomen Stéphane Javelle entdeckt.